# Street Spirit (Fade Out)
"Street Spirit (Fade Out)" és una cançó de l'àlbum The Bends, disc de la banda anglesa Radiohead. Segons el cantant del grup, Thom Yorke, es tracta d'una de les seves cançons més tristes i la va descriure com "un túnel fosc sense llum al final". Fou el novè senzill del grup en arribar al número cinc de la llista britànica de senzills, i el que va arribar més lluny fins al moment. Yorke es va inspirar en la novel·la The Famished Road (1991) de Ben Okri i la música de R.E.M.. Es van destacar la qualitat de les cares-B com per exemple "Talk Show Host".
El videoclip fou filmat en blanc i negre durant dues nits en un desert als afores de Los Angeles. Es va estrenar al febrer de 1996 i fou dirigit per Jonathan Glazer, que va declarar que estava molt orgullós d'aquest treball i posteriorment va tornar a treballar per Radiohead en altres videoclips.
Diversos grups han versionat aquesta cançó com per exemple: Stream of Passion la va incloure en l'àlbum The Flame Within (2009), Joe Budden va samplejar-la en la cançó "Never Again" de l'àlbum Escape Route (2009) i Peter Gabriel la va incloure en el treball Scratch My Back.

## Llista de cançons
CD 1
1. "Street Spirit (Fade Out)" − 4:13
2. "Talk Show Host" − 4:41
3. "Bishop's Robes" − 3:25

CD 2
1. "Street Spirit (Fade Out)" − 4:13
2. "Banana Co." − 2:20
3. "Molasses" − 2:26